# Mistrzostwa Świata Juniorów w Narciarstwie Klasycznym 2014
Mistrzostwa Świata Juniorów w Narciarstwie Klasycznym 2014 – zawody sportowe, które odbyły się w dniach od 28 stycznia do 3 lutego 2014 roku we włoskim Val di Fiemme. Podczas mistrzostw zawodnicy rywalizowali w 21 konkurencjach w trzech dyscyplinach klasycznych: skokach narciarskich, kombinacji norweskiej i biegach narciarskich.

## Program
28 stycznia
- Skoki narciarskie - skocznia normalna indywidualnie (K)

29 stycznia
- Biegi narciarskie - sprint (M/K)
- Biegi narciarskie (U 23) - sprint (M/K)

30 stycznia
- Skoki narciarskie - skocznia normalna indywidualnie (M)
- Skoki narciarskie - skocznia normalna drużynowo (K)
- Biegi narciarskie (U 23) - 10 kilometrów (K), 15 kilometrów (M)
- Kombinacja norweska - skocznia normalna, 10 kilometrów (M)

31 stycznia
- Biegi narciarskie - 10 kilometrów łączony (K), 20 kilometrów łączony (M)

1 lutego
- Skoki narciarskie - skocznia normalna drużynowo (M)
- Biegi narciarskie (U 23) - 15 kilometrów łączony (K), 30 kilometrów łączony (M)
- Kombinacja norweska - skocznia normalna, 5 kilometrów indywidualnie (M)

2 lutego
- Biegi narciarskie - 5 kilometrów (K), 10 kilometrów (M)
- Kombinacja norweska - skocznia normalna, 5 kilometrów drużynowo (M)

3 lutego
- Biegi narciarskie - sztafeta 4x3,3 kilometrów (K), 4x5 kilometrów (M)

## Medaliści

### Biegi narciarskie - juniorzy
Mężczyźni
| Konkurencja                      | Data             | Złoto                                                                               | Srebro                                                                      | Brąz                                                                                    |
| -------------------------------- | ---------------- | ----------------------------------------------------------------------------------- | --------------------------------------------------------------------------- | --------------------------------------------------------------------------------------- |
| Sprint techniką dowolną          | 29 stycznia 2014 | Jean Tiberghien                                                                     | Oskar Svensson                                                              | Joni Maki                                                                               |
| Bieg łączony na 20 km            | 31 stycznia 2014 | Eirik Sverdrup Augdal                                                               | Aleksiej Czerwotkin                                                         | Johan Hoel                                                                              |
| Bieg na 10 km techniką klasyczną | 2 lutego 2014    | Roman Kajgarodow                                                                    | Jens Burman                                                                 | Petter Reistad                                                                          |
| Bieg sztafetowy 4x5 km           | 3 lutego 2014    | Norwegia Eivind Krane Heimdal · Petter Reistad · Johan Hoel · Eirik Sverdrup Augdal | Francja Richard Jouve · Valentin Chauvin · Jules Lapierre · Jean Tiberghien | Rosja Aleksandr Bakanow · Roman Kajgarodow · Jewgienij Wachruszew · Aleksiej Czerwotkin |

Kobiety
| Konkurencja                     | Data             | Złoto                                                                   | Srebro                                                                                | Brąz                                                                                    |
| ------------------------------- | ---------------- | ----------------------------------------------------------------------- | ------------------------------------------------------------------------------------- | --------------------------------------------------------------------------------------- |
| Sprint techniką dowolną         | 29 stycznia 2014 | Jonna Sundling                                                          | Lotta Udnes Weng                                                                      | Julija Biełorukowa                                                                      |
| Bieg łączony na 10 km           | 31 stycznia 2014 | Sarah Schaber                                                           | Alisa Żambałowa                                                                       | Anna Dyvik                                                                              |
| Bieg na 5 km techniką klasyczną | 2 lutego 2014    | Natalja Niepriajewa                                                     | Sofia Henriksson                                                                      | Anastasija Siedowa                                                                      |
| Bieg sztafetowy 4x3,3 km        | 3 lutego 2014    | Szwecja Anna Dyvik · Sofia Henriksson · Maja Dahlqvist · Jonna Sundling | Rosja Alisa Żambałowa · Julija Biełorukowa · Anastasija Siedowa · Natalja Niepriajewa | Norwegia Lovise Heimdal · Ingeranne Strøm Nakstad · Tiril Udnes Weng · Lotta Udnes Weng |

### Biegi narciarskie - U 23
Mężczyźni
| Konkurencja                      | Data             | Złoto               | Srebro            | Brąz              |
| -------------------------------- | ---------------- | ------------------- | ----------------- | ----------------- |
| Bieg na 15 km techniką klasyczną | 30 stycznia 2014 | Iivo Niskanen       | Siergiej Ustiugow | Mathias Rundgreen |
| Bieg łączony na 30 km            | 1 lutego 2014    | Adrien Backscheider | Damien Tarantola  | Daniel Stock      |
| Sprint techniką dowolną          | 29 stycznia 2014 | Siergiej Ustiugow   | Paul Goalabre     | Roman Schaad      |

Kobiety
| Konkurencja                    | Data             | Złoto             | Srebro          | Brąz              |
| ------------------------------ | ---------------- | ----------------- | --------------- | ----------------- |
| Bieg na 10 km techniką dowolną | 30 stycznia 2014 | Martine Ek Hagen  | Célia Aymonier  | Elisabeth Schicho |
| Bieg łączony na 15 km          | 1 lutego 2014    | Martine Ek Hagen  | Ragnhild Haga   | Teresa Stadlober  |
| Sprint techniką klasyczną      | 29 stycznia 2014 | Elisabeth Schicho | Jessica Diggins | Giulia Stürz      |

### Skoki narciarskie
Mężczyźni
| Konkurencja                       | Data             | Złoto                                                                          | Srebro                                                                             | Brąz                                                                                                |
| --------------------------------- | ---------------- | ------------------------------------------------------------------------------ | ---------------------------------------------------------------------------------- | --------------------------------------------------------------------------------------------------- |
| Skocznia normalna – indywidualnie | 31 stycznia 2014 | Jakub Wolny                                                                    | Patrick Streitler                                                                  | Jewgienij Klimow                                                                                    |
| Skocznia normalna – drużynowo     | 1 lutego 2014    | Polska Jakub Wolny · Aleksander Zniszczoł · Krzysztof Biegun · Klemens Murańka | Austria Simon Greiderer · Ulrich Wohlgenannt · Elias Tollinger · Patrick Streitler | Norwegia Daniel-André Tande · Johann André Forfang · Hans Petter Bergquist · Mats Søhagen Berggaard |

Kobiety
| Konkurencja                       | Data             | Złoto                                                            | Srebro                                                                | Brąz                                                           |
| --------------------------------- | ---------------- | ---------------------------------------------------------------- | --------------------------------------------------------------------- | -------------------------------------------------------------- |
| Skocznia normalna – indywidualnie | 28 stycznia 2014 | Sara Takanashi                                                   | Coline Mattel                                                         | Maren Lundby                                                   |
| Skocznia normalna – drużynowo     | 30 stycznia 2014 | Japonia Yūki Itō · Haruka Iwasa · Yurina Yamada · Sara Takanashi | Słowenia Urša Bogataj · Barbara Klinec · Anja Javoršek · Špela Rogelj | Francja Léa Lemare · Marie Hoyau · Julia Clair · Coline Mattel |

### Kombinacja norweska
Mężczyźni
| Konkurencja                                      | Data             | Złoto                                                                         | Srebro                                                             | Brąz                                                                                |
| ------------------------------------------------ | ---------------- | ----------------------------------------------------------------------------- | ------------------------------------------------------------------ | ----------------------------------------------------------------------------------- |
| Skocznia normalna, bieg na 10 km – indywidualnie | 30 stycznia 2014 | Philipp Orter                                                                 | Ilkka Herola                                                       | David Welde                                                                         |
| Skocznia normalna, bieg na 5 km – indywidualnie  | 1 lutego 2014    | Philipp Orter                                                                 | David Welde                                                        | Martin Fritz                                                                        |
| Skocznia normalna, bieg na 4x5 km – drużynowo    | 2 lutego 2014    | Austria Bernhard Flaschberger · Martin Fritz · Fabian Steindl · Philipp Orter | Niemcy Dominik Schwaar · Terence Weber · Jakob Lange · David Welde | Norwegia Sindre Pettersen · Jarl Magnus Riiber · Sigmund Kielland · Emil Vilhelmsen |

## Tabela medalowa
| Klasyfikacja medalowa | Klasyfikacja medalowa | Klasyfikacja medalowa | Klasyfikacja medalowa | Klasyfikacja medalowa | Klasyfikacja medalowa |
| Lp.                   | Państwo               | złoto                 | srebro                | brąz                  | razem                 |
| --------------------- | --------------------- | --------------------- | --------------------- | --------------------- | --------------------- |
| 1.                    | Norwegia              | 4                     | 2                     | 8                     | 14                    |
| 2.                    | Rosja                 | 3                     | 4                     | 4                     | 11                    |
| 3.                    | Austria               | 3                     | 2                     | 2                     | 7                     |
| 4.                    | Francja               | 2                     | 5                     | 1                     | 8                     |
| 5.                    | Szwecja               | 2                     | 3                     | 1                     | 6                     |
| 5.                    | Niemcy                | 2                     | 2                     | 2                     | 6                     |
| 7.                    | Japonia               | 2                     | 0                     | 0                     | 2                     |
|                       | Polska                | 2                     | 0                     | 0                     | 2                     |
| 8.                    | Finlandia             | 1                     | 1                     | 1                     | 3                     |
| 10.                   | Słowenia              | 0                     | 1                     | 0                     | 1                     |
| 10.                   | Stany Zjednoczone     | 0                     | 1                     | 0                     | 1                     |
| 12.                   | Szwajcaria            | 0                     | 0                     | 1                     | 1                     |
| 12.                   | Włochy                | 0                     | 0                     | 1                     | 1                     |